# شيخ سواري
شيخ سواري (بالفرنسية: Cheick Souaré)‏ هو لاعب كرة قدم فرنسي، ولد في 3 سبتمبر 2002 في أراس في فرنسا.

## وصلات خارجية
- شيخ سواري على موقع قاعدة بيانات كرة القدم.إي يو (الإنجليزية)
- شيخ سواري على موقع ليكيب (الفرنسية)
- شيخ سواري على موقع Soccerway.com (الإنجليزية)
- شيخ سواري على موقع عالم كرة القدم.نت (الإنجليزية)